# Chazé-Henry
Chazé-Henry – miejscowość i dawna gmina we Francji, w regionie Kraj Loary, w departamencie Maine i Loara. W 2013 roku jej populacja wynosiła 870 mieszkańców. 
W dniu 15 grudnia 2016 roku z połączenia 10 ówczesnych gmin – La Chapelle-Hullin, Chazé-Henry, Combrée, Grugé-l’Hôpital, Noëllet, Pouancé, La Prévière, Saint-Michel-et-Chanveaux, Le Tremblay oraz Vergonnes – powstała nowa gmina Ombrée-d’Anjou. Siedzibą gminy została miejscowość Pouancé. 